# Gara Elin Pelin, Sofia
Gara Elin Pelin (în bulgară Гара Елин Пелин) este un sat în comuna Elin Pelin, regiunea Sofia,  Bulgaria. 

## Demografie
Componența etnică a satului Elin Pelin (Gara Elin P
     Romi (1,05%)
     Bulgari (67,7%)
     Nicio identificare (31,04%)
     Altele (0,19%)
La recensământul din 2011, populația satului Gara Elin Pelin era de 3.598 locuitori. Din punct de vedere etnic, majoritatea locuitorilor (67,7%) erau bulgari, cu o minoritate de romi (1,05%). Pentru 31,04% din locuitori nu este cunoscută apartenența etnică.